# 府中家具
府中家具（ふちゅうかぐ、英: FUCHU FURNITURE）は、広島県府中市で造られている家具。家具としては初の地域団体商標で府中家具工業協同組合が管理する。

## 特徴
高級家具、特に婚礼家具のブランドとして著名。婚礼家具としては着物から小道具・子どもの通信簿や臍の緒まで大切にしまえるようなものを、現在ではライフスライフの変化に合わせ総合的な家具・インテリアを生産している。特に、品質・デザインと量産の両立にこだわった生産体制を確立したり、産地問屋を介さず直接販売する形態から販売網を広げていったことなど、中小メーカー数社が共同でアイデアを練り独自路線を構築していったところに他産地との違いがある。
産地組合は府中家具工業協同組合、共同展示場・府中家具協同会館を運営したり市場開拓・広報活動・商標の管理などを行っている。組合は府中家具の厳密な定義を設けておらず、特徴は3つ「素材を吟味」「確かな技術」「洗練された仕上げ」としている。

## 製造業者
以下、府中家具工業協同組合が公開している業者を列挙する。これに載っていない家具メーカーもあり、部品加工業・資材業などの関連企業も合わせ150社ほどが関わっている。
府中家具工業協同組合加盟業者
| - 粟根家具 - 伝統工芸株式会社 - 高橋工芸 - 土井木工 | - BIOS - 松井木工 - 松岡家具製造 - 松創 | - 中居木工 - 門田家具 - 若葉家具 - マルケイ木工 |

## 沿革

### 立地
産地は、府中の名のとおり古代国府（備後国府）があったところである。古代山陽道はこの地から御調－三原へ抜けるルートであったと言われ、中世末期には陸路あるいは芦田川を伝って物資が集散していた“中継地”として成立していたと考えられている。近代山陽道（西国街道）は南方に付け替えられたが代わって石見銀山から笠岡を結ぶ石州銀山道が整備された。府中は福山城下郊外に位置した宿駅であった。
府中は江戸時代から始まった手工業から現代では備後都市圏内の内陸工業地域「ものづくりの町」に発展した。まず福山藩主水野氏が奨励しのち備後絣などが生まれた繊維産業と、備後葉と呼ばれたタバコ、府中味噌などの醸造業、そして長持や建具などの指物（木工業）が発達し、近代から織物・機械・金属加工業そして家具製造が発達し、現代ではそれらに加えプラスチック製造も行われている。
またかつては岡山と広島の県境付近一帯は備後桐という国内有数のキリの産地であり、そこから備後地方南部はキリの一大加工品産地となり、府中で桐箪笥や桐細工に、その南の福山では福山家具や福山琴、そして松永で松永家具や松永下駄が生まれた。そしてこの地の気候が瀬戸内海式気候という天日乾燥には最高の気候で良質の木材を生成できた。ただ国内の他の産地と違い木材はそこまで多く産出できないことから加工でカバーしてきたため、その技術が発達していった側面がある。

### 初期から近代
府中家具の始まりは、宝永年間（1704年-1710年）に大阪でタンス造りを修行した内山円三が郷里・有馬村（現福山市芦田町）でこれを始め、広谷村鵜飼（現府中市鵜飼町）の指物師・内田多吉がこれを学んで持ち帰って普及したとしている。ただし江戸時代でのタンス製造についてこれ以外の記録はまったく残っていない。府中は中国山地から切り出された木材を福山まで運搬する時の中継地点であったことから木材が多く流通し、嘉永年間（1848年-1854年）府中の指物師や大工の寄進により府中八幡神社境内に木工神社が建立されていることから、指物生産が盛んであったことはわかっておりその中でタンスは細々と造られていたと考えられている。
江戸末期から明治の頃には多くの農家が農閑期に木工業に従事しタンスも造られていた。ただタンスは運搬に手間取るため近隣のみの流通に限られていた。当時鵜飼の大八車は頑丈だと近隣で有名になり、ある人はその大八車にタンスを乗せて尾道へと売り歩いたという。
1914年（大正3年）、両備軽便鉄道（福塩線）府中駅開業。陸運・河川による舟運に加え鉄道運搬という手段を得たことで販路は大きく拡大し、更に他所からの原材料の流入によって新たな加工も生まれた。これに第一次世界大戦の大戦景気が重なって一気にタンス製造は盛んになった。府中町・広谷村・岩谷村（すべて現府中市）タンス製造者は1912年（大正元年）から6年後には3倍近く増え、特に府中町と広谷村鵜飼に集中し、現在の鵜飼駅付近で生産される家具は特に鵜飼家具と言われ約200mの間に140から150軒が連なり毎日朝から晩までノミやカンナの音が止まらなかったという。
鉄道輸送により九州や遠く朝鮮・満州にも輸出している。また大八車に乗せて売り歩くのも続いており、三原・尾道・笠岡・総社・倉敷にまで夜通し引いて行っていたという。ただし1935年（昭和10年）版『広島県統計書』の指物生産額で見ると、当時広島県内の主要産地は広島市で、府中はこの時点では産地としては未だローカルな存在に過ぎなかった。

### 協同組合の成立
昭和初期には鵜飼を中心に広谷村の職人が小組合を結成、問屋を通さず小売店への直販ルートを構築したり、木工機械を導入、県外産の新材料を開拓するなど、近代化・合理化に努めた。逆に府中にあった産地問屋はこの時期に一気に減っている。
太平洋戦争中は、徴兵により職人は減り戦時統治によって木材は割当制となり木工機械は供出されたためタンスの生産は止まった。更に残った職人は山陽木工と日の丸木工の2社に企業合同させられ木製の弾薬箱の製造を行っていた。なお福山では福山大空襲が起こっているが府中では空襲の被害はなかった。
戦後はマル進家具と呼ばれた進駐軍用家具の大量発注があったが競争入札でどこも仕事を欲しがったため受注単価は低くなった。それに戦後インフレと材料の不足によって生産環境は良いものではなかった。そこで1947年（昭和22年）職人20数人で共同で事業にあたる「廿日会」を結成、中小企業等協同組合法施行に伴いこれを組織化し1950年（昭和25年）正式に「芦田家具工業協同組合」が発足した。これが後に市町村合併により改称された現在の府中家具工業協同組合になる。
組合による共同事業として、まず原材料の共同購入、そして共同見本市開催が計画された。戦後の道路網整備とトラックの登場は、新たな原材料の入手と家具販路拡大に繋がった。1954年（昭和29年）に府中での共同見本市である第1回家具祭りを開催、1956年（昭和31年）第3回家具祭りから技術コンクールも同時に行わるようになった。これは品質面でのレベル向上に繋がり、各業者の新商品への開拓へと繋がった。

### 婚礼家具
この家具祭りへの出品作品として、他産地に先駆けて開発されたのが婚礼家具セットであった。それ以前の業界は、和家具屋は和ダンス整理タンスを・洋家具屋が洋服ダンスを・棚物屋が本棚や下駄箱を、と製造技法や素材が異なっていたためそれぞれ分野に分かれており、そこで府中のそれらのメーカー数社が持ち寄り、統一したデザインの和ダンス・洋服ダンス・整理ダンスの新婚生活用の家具3点セットを考案した。1956年（昭和31年）広島県物産見本市での出品以降人気商品となり、他のメーカーも負けじと下駄箱を加えた4点セット・鏡台を加えた5点セットなど新たな婚礼家具セットが開発された。
この流れとは別に、1957年（昭和32年）第2回全国優良家具展において府中のメーカーは初めて出品、第4回大会で宮崎家具製作所が初めて全国家具組合連合会長賞を受賞、第6回大会で土井木工製作所が第7回大会でマルケイ木工がと府中のメーカーが連続で最高賞である通商産業大臣賞を受賞した。入賞は府中の他のメーカーも続いた。
こうした全国規模のコンクールでの入賞により府中家具の品質の部分が有名になったところに、団塊世代の結婚適齢期、高度経済成長、モータリゼーションでもたらされた新たな販売網、とが重なって府中の婚礼家具が爆発的に売れた黄金期が到来した。当時は結婚時に“荷送り”という花嫁の調度品を親戚近所にお披露目する習慣があり見栄や世間体から高級な婚礼家具を欲しており、生活水準の向上もあわさって親たちは競って府中の婚礼家具セットを買い求めた。高級な婚礼家具セットは品薄となるほどで、メーカーは高品質保持に努め、シーズンになると注文を断っていたメーカーもいたという。各メーカーは工場・ショールームを拡張し、さかんに職人の求人活動が行われた。
府中の家具メーカー数社が共同販売を目指して営業所を共同出資で設け、1963年（昭和38年）神奈川県大和市に「府中家具センター」1968年（昭和43年）大阪府豊田林市に「府中家具卸センター」を設立している。当初は大きな展示会場がなかったため小学校の体育館などを借りておこなっていたことから、組合は1968年共同展示場となる“府中家具共同センター”を建設した。バイヤーは“府中詣で”と称し多数訪れ、府中や福山のホテルは満室となったという。
組合調査資料によると1955年当時の出荷額が9億円だったものがピーク時の1975年（昭和50年）出荷額は589億円つまり65倍にまで拡大しており、当時全国平均増加率9倍だった時代に驚異的な成長を遂げている。当時の業界紙『木工界』では「戦後すい星のようにデビューし中央市場を席巻した」、『東京家具業界史』には府中の婚礼家具セットを「家具業界を一つの方向付けした」ものとして評価している。高級婚礼家具の産地として府中の名が定着したのはこの時期である。
府中の共同センターが手狭となったため組合はその隣に新たに共同展示場を建設、これが1976年（昭和51年）竣工した「府中家具協同会館」である。

### 総合化・ブランド展開
こうしたブームは団塊世代の結婚適齢期が過ぎると婚礼家具の売上は減ったことにより、総合インテリア家具製造を模索し、これに府中市が協力した。1985年（昭和60年）市が計画した家具付き市営住宅から研究が始まったものの軌道に乗るにはしばらくかかり、1992年（平成4年）事業が軌道に乗ったとして組合から「府中インターハウジング」が独立しそこで研究開発を引き継いでいる。
2007年（平成19年）組合は府中家具を地域団体商標に日本の家具としては初めて登録、新たにブランドロゴマークを作成したが、これには以下の理由があった。
- 組合によると、高級家具というブランドイメージから府中家具の名を騙った模倣品・粗悪品が流通していたという[4]。1987年（昭和62年）組合はカンナとノミをモチーフとしたトレードマークを作成、図形商標で商標権を取得し組合加盟企業のみ使用可能としたものの、偽マークで偽装したものが登場するほどだった[4]。それを防止・警告するため[42]。
- 府中の名の付く町は全国にあるため、府中家具ブランドを高めることによって他の町との差別化および地域活性化に繋がる[42]。

近年はデザイナーと組んで新商品開発を行っている。
2010年（平成22年）中小企業庁JAPANブランド育成支援事業、つまり地方のメーカーあるいは商工会などが海外輸出事業に取り組むには限界があるため国がサポートする制度に応募した結果採択される。2011年（平成23年）から3年間「ヨーロッパ進出に向けた府中家具ブランド構築事業」として国内外のデザイナーと組んで新商品を開発、ストックホルム国際見本市やケルンメッセ、ほかアメリカやアジア市場の展示会に出品している。2015年（平成27年）から「広島の！府中家具プロジェクト」を発足、デザイナーと組んで新たな府中家具の形をアピールしている。

## 備考
ロゴマーク
まず1970年岡本太郎がデザインした府中家具のシンボルマークを作成、1987年カンナとノミをモチーフとしたブランドマークを作成した。岡本のものは協同組合のマーク、カンナとノミのものはブランドマークとして図形商標登録し用いられていた。ただし偽造されたものが流通していたという。
2007年地域団体商標登録したのを機にその2つを廃し新たにブランドマークを作成することになり、公募の結果千石精一がデザインしたものとなった。
たんす太鼓
1994年府中市市制施行40周年記念として作られたもの。タンスの引き出し部分が太鼓になっているもので、全国的にも珍しい四角い太鼓である。タンス自体は高橋工芸、皮張は浅野太鼓楽器店が制作。
たんすリレー
1999年から府中市ドレミファフェスティバル、現在の備後国府まつりで開催されているメインイベントの一つタンスの引き出しが全部出された状態からスタート、引き出しをすべて入れた80kgのタンス＋20kgの台＝計100kgを4人で持ち、120mの往復計240mのタイムを競う。
桐供養
古くは備後桐と呼ばれるキリの産地で家具のみならず様々に加工されてきた。1959年広谷町の東観音山大師堂に国際桐樹供養塔を建立、毎年桐材加工業関係者が集まり桐供養が行われている。
府中タンス音頭
いつ頃、誰か作成したかは不明。
1965年高木東六が作曲し小松みどりが歌うタンス音頭をレコード化している。発売した頃は婚礼家具が爆発的に売れていた時期で、ジャケットには「日本一府中のたんす」と書かれている。なお2016年現在で小松が公開するディスコグラフィーおよびJASRACデータベースに存在せず著作権に関しては不明。

## 府中家具協同会館
元々あった府中家具共同センターが婚礼家具ブームで手狭となったため、その隣に1976年竣工した。鉄筋コンクリート造地上3階。1階には府中家具木工資料館が入っていたが、こちらは2018年5月30日をもって閉館した。
- 住所 : 広島県府中市中須町1650-4[55]
- 交通
  - JR福塩線新市駅から車で約3分[55]
  - 中国バス中須バス停下車、徒歩10分[55]

## テレビ番組
- 日経スペシャル ガイアの夜明け 激突！巨大家具メーカー（2006年5月23日、テレビ東京）[56]。- 伝統家具メーカーを取材。

## 参考資料
- “府中家具の歴史”.   府中家具工業協同組合. 2020年6月11日閲覧。
- “地域団体商標の活用事例” (PDF).   特許庁. pp. 153-156. 2017年4月8日閲覧。
- 張楓「戦後高度成長期における家具産業の成長:―備後府中高級婚礼家具産地に着目して―」『経営史学』第46巻、経営史学会、2012年、71-93頁、2017年4月8日閲覧。